# ダニー・アッシュ
ダニー・アッシュ（ Danni Ashe、本名レア・ニコル・マンザーリ Leah Nicole Manzari 1968年1月16日 - ) は、アメリカ合衆国の元ヌードモデル、元ストリッパーにして世界で最も著名なアダルトサイト創設者である（現在は経営から離れている）。

## 経歴
アッシュ（本名レア・ニコル・マンザーリ）は、アメリカ合衆国のビューフォート（サウスカロライナ州）で生まれた。彼女の大きな胸（カップサイズ32インチのFF）はアダルトパフォーマーとしての彼女の人気の一因となった。彼女は1991年に、男性誌とソフトコアのポルノビデオにおいてモデルの仕事を開始した。
1985年に、アッシュはシアトルのストリッパーとして働き始めた。彼女は、アメリカ合衆国のいろいろなストリップクラブでエキゾチック・ダンサーとして働いた。これは、ジャクソンビル（フロリダ州）の、建前的にはノン・ヌードであるクラブでの事件により、終わりを告げた。インタビューにおいて、アッシュはクラブのオーナーとマネージャーが、彼女にトップレスダンスを行うことを促し、彼女自身のソフトコアのビデオをクラブで売る事を勧めたと主張している。アッシュは、その後逮捕された。アッシュは「法的に禁止された行為」を行なった罪を認め、50ドルの罰金を科された。クラブも彼女のエージェントも、この事件に関して何の役にも立たなかった。この不快な経験は、彼女の分岐点となり、アッシュは二度とストリッパーとしての仕事をしなくなり、その代わりに自分が、よりコントロールできる分野で働こうとした。
アッシュは、休暇の間にHTMLのマニュアル本とニコラス・ネグロポンテの著書『ビーイング・デジタル』を読んだ。そしてアメリカに戻り、2週間で自身のウェブサイト「Danni.com」を作り上げ、1995年7月に公開した。アッシュはウェブサイトを彼女の友人達に知らせて、夫と共にニューヨークへ旅立った。サイトの情報は急速に広まった。マンハッタンのホテルに着いた時、アッシュは彼女のISPから、彼女のサイトが受けた転送量がサーバに過負荷をかけて、彼らのシステムがシャットダウンする原因になったというメッセージを受け取った。「Danni.com」は自身のサーバに移され、決して落ちない事で有名になった。アッシュは冗談で彼女のサーバを「hot box」と言い、そして、彼女がサイトへのアクセスを有料にした時、メンバー専用のエリアを「The HotBox」と名付けた。
最初の2年間、彼女のサイト『Danni’s Hard Drive』は世界で最も 活気のあるウェブサイトの1つだった。そして、中央アメリカ全体より多くの帯域を使用した。アッシュの事業は成長し、スタッフとモデルを雇えるようになった。2003年までに、彼女は50人のフルタイムの従業員を雇い、ロサンゼルスに16,000平方フィート（1,500平米）のスタジオを構え、何十万もの画像と数千時間ものビデオを含むアーカイブを所持した。アッシュは、1年につき何百万ドルも儲けていた。
2004年、「Danni's Hard Drive」はジョン・モリサーノに売却された。（担当としてレイン・スラッシャーが置かれた）。2006年、ペントハウス・メディア・グループはDanni.comとVideo Bliss社（ウェブサイトの所有者）を300万ドルで買収した。

## 「インターネットで最もダウンロードされた女性」を巡る対立
2000年12月5日、ギネス・ワールド・レコーズはアッシュの画像が10億回以上ダウンロードされたことを確認し、彼女に「インターネットで最もダウンロードされた女性」の称号を与えた。アッシュは、公式にこの記録を認定された史上初の人物となった。ダウンロード記録はアッシュの挑戦以前にビキニモデルのシンディ・マーゴリスによって（トータルダウンロード数が700万であると）主張されていた。
アッシュの反訴は文書化され、ギネスによって確かめられる前に3人の独立したエージェントによって検査された。彼女のマーケティング・ディレクターであるサミュエル・シュガーは、マーゴリスの生出演中に彼女がタイトルを公式に失ったというニュースをぶつけるために、ハワード・スターン・ショーに電話をした。マーゴリスはこのタイトルのために人気を得ていた、そしてギネスがアッシュを公式に載せたと知らず、アッシュが彼女からタイトルを「盗んだ」と訴えた。スターンはマーゴリスとアッシュのタイトルを巡るキャットファイトを提案して、煽り立てた。この頃、インターネットポルノについての話は、ニュースでしばしば特集された。（有名人パメラ・アンダーソンとトミー・リーのセックスビデオの流出など）アッシュは、2001年にCBS、NBC、ABCを含む世界中のニュース番組でプロフィールを紹介された。スコットランドでは、ある男性が仕事中に電子メールでアッシュの画像を受けとり、職を失ったとニュースで報じられた。
パブリシティーのため、アッシュはカンヌ国際映画祭に出席した。2001年、ギネス・ワールド・レコーズは「カウントが不可能なため」もはや記録部門として「ダウンロード」を含めないと発表した。アッシュがギネスによって公式に認められた最後の人となったが、アッシュとマーゴリスは未だに双方とも「最もダウンロードされた女性」であると主張している。
アッシュは現在ではモデルを務めておらず、アダルトエンターテインメントビジネスから公式に引退している。